# Gerichtsbezirk Friedland
Der Gerichtsbezirk Friedland (tschechisch: soudní okres Fridland) war ein dem Bezirksgericht Friedland unterstehender Gerichtsbezirk im Kronland Böhmen. Er umfasste Gebiete in der nordböhmischen Region Reichenberg (Liberecký kraj). Zentrum und Gerichtssitz des Gerichtsbezirks war die Stadt Friedland (Fridland, heute Frýdlant v Čechách). Das Gebiet gehörte seit 1918 zur neu gegründeten Tschechoslowakei und ist seit 1991 Teil der Tschechischen Republik.

## Geschichte
Die ursprüngliche Patrimonialgerichtsbarkeit wurde im Kaisertum Österreich nach den Revolutionsjahren 1848/49 aufgehoben. An ihre Stelle traten die Bezirks-, Landes- und Oberlandesgerichte, die nach den Grundzügen des Justizministers geplant und deren Schaffung am 6. Juli 1849 von Kaiser Franz Joseph I. genehmigt wurde. Der Gerichtsbezirk Friedland gehörte zunächst zum Bunzlauer Kreis und umfasste 1854 die 37 Katastralgemeinden Barnsdorf, Bernsdorf, Bullendorf, Bunzendorf, Buschullersdorf, Christiansau, Dittersbach, Dittersbächel, Ebersdorf, Einsiedel, Engelsdorf, Friedland, Göhe, Haindorf, Heinersdorf, Hermsdorf, Kunnersdorf, Liebwerda, Lusdorf, Mildenau, Mildeneichen, Neustadtl, Niederberzdorf, Niederullersdorf, Oberberzdorf, Olbersdorf, Priedlanz, Raspenau, Ringenhain, Rückersdorf, Schönwald, Tschernhausen, Weigsdorf, Weisbach, Wiese, Wünschendorf und Wustung.
Der Gerichtsbezirk Friedland bildete im Zuge der Trennung der politischen von der judikativen Verwaltung ab 1868 auch einen eigenen politischen Bezirk, den gleichnamigen Bezirk Friedland.
1911 wurde die Abtrennung des Gerichtsbezirks Neustadt an der Tafelfichte bestimmt, wobei sieben Gemeinden zum neuen Gerichtsbezirk Neustadt an der Tafelfichte zusammengeschlossen wurden. Seine Amtswirksamkeit erreichte die Schaffung des Gerichtsbezirks jedoch erst per 1. Juli 1913, als das Bezirksgericht in Neustadt an der Tafelfichte seine Tätigkeit aufnahm. Trotz der Abtrennung blieb der Gerichtsbezirk Neustadt an der Tafelfichte Teil des Bezirks Friedland.
Im Gerichtsbezirk Friedland lebten 1869 43.242 Menschen, 1900 waren es 49.944 Personen.
Der Gerichtsbezirk Friedland wies nach dem Gebietsstand nach der Abspaltung des Gerichtsbezirks Neustadt an der Tafelfichte nach der Volkszählung 1910 nur noch eine Bevölkerung von 38.472 Personen auf, von denen 36.975 Deutsch (96,1 %) und 300 Tschechisch (0,8 %) als Umgangssprache angaben. Im Gerichtsbezirk lebten zudem 1.197 Anderssprachige oder Staatsfremde.
Durch die Grenzbestimmungen des am 10. September 1919 abgeschlossenen Vertrages von Saint-Germain kam der Gerichtsbezirk Friedland vollständig zur neugegründeten Tschechoslowakei, wobei die Gerichtseinteilung bis 1938 im Wesentlichen bestehen blieb. Nach dem Münchner Abkommen wurde das Gebiet dem Landkreis Friedland zugeschlagen.
Nach dem Zweiten Weltkrieg gehörte das Gebiet zunächst zum Okres Frýdlant, nach dessen Auflösung wurde das Gebiet Teil des Okres Liberec, dessen Behörden jedoch im Zuge einer Verwaltungsreform 2003 ihre Verwaltungskompetenzen verloren. Diese werden seitdem von den Gemeinden bzw. dem Liberecký kraj, zu dem das Gebiet um Frýdlant v Čechách seit Beginn des 21. Jahrhunderts gehört, wahrgenommen.

## Gerichtssprengel
Der Gerichtssprengel umfasste nach der Abspaltung des Gerichtsbezirks Neustadt an der Tafelfichte die 32 Gemeinden Arnsdorf (Arnoltice), Bad Liebwerda (Lázně Libverda), Bullendorf (Bulovka), Bunzendorf (Boleslav), Buschullersdorf (Oldřichov), Christiansau (Kristiánov), Dittersbach (Dětřichov), Dörfel (Víska), Ebersdorf (Habartice), Einsiedel (Mníšek), Engelsdorf (Andělka), Friedland (Frýdlant), Göhe (Háj), Haindorf (Hejnice), Hermsdorf (Heřmanice), Kunnersdorf (Kunratice), Mildenau (Luh), Mildeneichen (Lužec), Niederberzdorf (Dolní Pertoltice), Niederullersdorf (Dolní Oldřiš), Oberberzdorf (Horní Pertoltice), Olbersdorf (Albrechtice), Priedlanz (Předlánce), Raspenau (Raspenava), Ringenhain (Rynoltice), Rückersdorf (Dolní Řasnice), Schönwald (Krásný Les), Tschernhausen (Černousy), Weigsdorf (Višňová), Weißbach (Bílý Potok), Wiese (Ves) und Wustung (Poustka).